# Largulara fantasa
Largulara fantasa är en insektsart som beskrevs av Delong och Freytag 1972. Largulara fantasa ingår i släktet Largulara och familjen dvärgstritar. Inga underarter finns listade i Catalogue of Life.